# 豊田市立高岡中学校
豊田市立高岡中学校（とよたしりつ たかおかちゅうがっこう）は、愛知県豊田市若林西町広崎にある公立中学校。

## 沿革
- 1947年（昭和22年） - 高岡村立高岡中学校として開校。
- 1956年（昭和31年） - 町制施行により、高岡町立高岡中学校となる。
- 1965年（昭和40年） - 高岡町の市町村合併により、豊田市立高岡中学校となる。
- 1973年（昭和48年） - 豊田市立竜神中学校と分離。
- 1979年（昭和54年） - 豊田市立若園中学校と分離。
- 1982年（昭和57年） - 豊田市立前林中学校と分離。

## 通学区域
以下の小学校区。
- 豊田市立若林東小学校
- 豊田市立若林西小学校　　　　*豊田市立堤小学校

## 周辺
- 名鉄三河線若林駅
- 豊田市役所高岡支所
- アイシン新豊工場
- 愛知県立豊田南高等学校
- 豊田市立若林西小学校
- 豊田市立若園小学校
- 国道155号
- 愛知県道56号名古屋岡崎線
- 愛知県道239号岡崎豊明線
- 豊田市立前林中学校

## 著名な出身者
- 浜田一夫 - 元プロ野球選手（投手）・中日ドラゴンズ。豊田市立堤小学校（現在の進学先は豊田市立前林中学校）出身[1]